# Dendropsophus cachimbo
Dendropsophus cachimbo är en groddjursart som först beskrevs av Marcelo Felgueiras Napoli och Ulisses Caramaschi 1999.  Dendropsophus cachimbo ingår i släktet Dendropsophus och familjen lövgrodor. IUCN kategoriserar arten globalt som otillräckligt studerad. Inga underarter finns listade i Catalogue of Life.